# بو دياز
بو دياز (بالإسبانية: Baudilio José Díaz Seijas) هو لاعب كرة قاعدة كولومبي، ولد في 23 مارس 1953 في كوا ‏ في فنزويلا، وتوفي في 23 نوفمبر 1990 في كاراكاس في فنزويلا.

## وصلات خارجية
- بو دياز على موقع دوري كرة القاعدة الرئيسي (الإنجليزية)
- بو دياز على موقعبيزبول رفرنس.كوم (الدوري الرئيسي) (الإنجليزية)
- بو دياز على موقعبيزبول رفرنس.كوم (الدوري الثانوي) (الإنجليزية)
- بو دياز على موقع إي إس بي إن.كوم (أم.أل.بي) (الإنجليزية)
- بو دياز على موقع مشجعي الرسوم البيانية (الإنجليزية)